# سیارک ۱۰۰۰۹
سیارک ۱۰۰۰۹ (به انگلیسی: 10009 Hirosetanso، نامگذاری:1977EA6) ده هزار و نهمین سیارک کشف شده‌است که در ۱۲ مارس ۱۹۷۷ کشف شد.
قدر مطلق سیارک برابر ۱۸٫۶ است.